# サイラス・プリングル

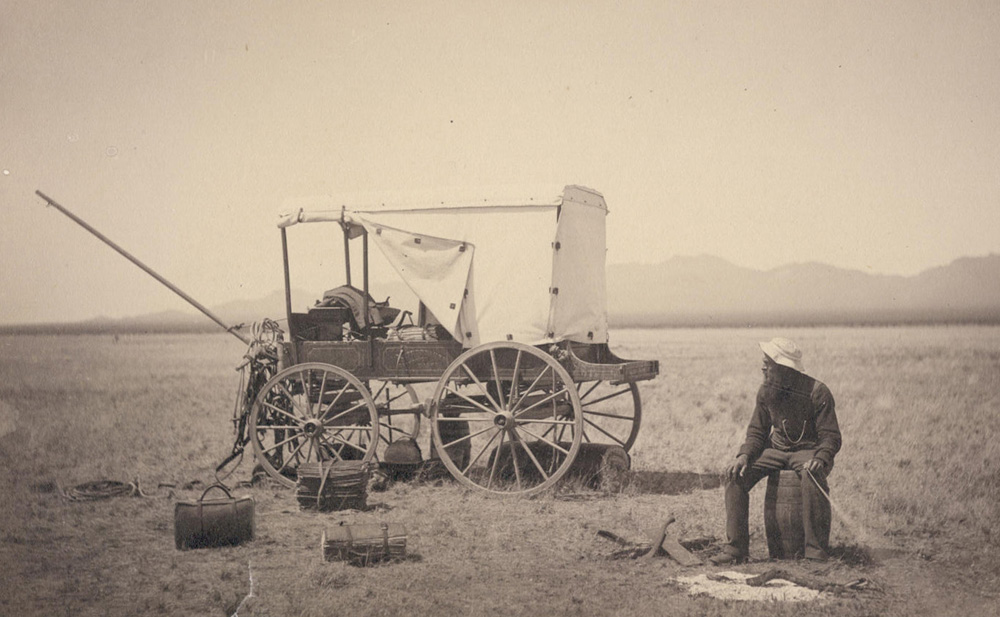
サイラス・ガーンジー・プリングル

サイラス・ガーンジー・プリングル（Cyrus Guernsey Pringle、1838年5月6日 - 1911年5月25日）はアメリカ合衆国の園芸家、植物収集家である。35年間にわたって、北アメリカ、メキシコの植物を収集した。

## 略歴
バーモント州のイーストシャーロットで生まれた。父親の祖先はスコットランドの長老派の移民で、母親の祖父、アサ・ハリスはピューリタンの末裔であった。1859年にバーモント大学に入学し、古典を学ぶが、最初の学期中に彼の兄が死亡し、寡婦の母親を農場管理を手伝うために退学した。クエーカーに入信し、1963年に学校の教師でクエーカーの説教師（speaker）の女性と結婚した。
1857年から、母親の農園でリンゴの育種に成功し、1858年に園芸農園を始め、果樹やジャガイモの品種改良を始めた。果樹園を整備し、交雑を行うことで1870年にジャガイモの品種、"Snowflake"を作り上げた。イギリスの品種とアメリカの品種の交配に興味を持っていたニューヨーク在住のイギリス人、フェン（Robert Fenn）とジャガイモの品種改良に取り組んだ。1870年に別の品種、"Ruby"が、王立園芸協会で表彰され、"Snowflake"はマサチューセッツ園芸協会からシルバーメダルを授与された。
ユリやグラジオラスなどの花の品種や小麦の苗の販売で成功し、病気となった花の球根の「治療」でも評価を受けた。
結婚した5ヶ月後に、南北戦争が始まると、北軍に召集されるがクエーカーの信条に従って、兵役を拒否し、おじが保釈金＄300を支払うのも拒否したため、犯罪者とともに収監され、虐待を受けた。軍の関係者の働きかけによって、大統領の指示により釈放された。この時の日記が Pringle, The Record of a Quaker Conscience, Cyrus Pringle's Diaryとして出版された。
1888年に健康が回復すると品種改良の仕事に戻った。1772年に伝道活動に専念する妻と別居し、1778年に離婚した。
1870年代にプリングルはバーモント州の森での野生植物の採集を始め、1874年にはバーモント州農業委員会の委員に任命された。3年かけてボートを使って。カナダのニューブランズウィック州のセントジョン川などやメイン州北部を旅した。1878年にパリの万国博覧会に収集した標本を展示した。
1880年にアメリカ自然史博物館の植物収集員に任命され、米国国勢調査局の代理人として森林の調査を委託された。1884年にはスミソニアン研究所の後援を受けアリゾナの北部、北西部の植物調査を行い、その後、26年間に渡り、メキシコを調査し、メキシコの新聞、 Mexican Heraldによってその貢献が讃えられた。
36年間にわたる野外調査で、500,000を超える標本を作った。
1896年にニューイングランド植物クラブの会員に選ばれ、バーモント植物クラブの副会長を務めた。
カヤツリグサ科の植物の属名、Cypringlea や　Pinus pringlei など多くの植物の種に献名されている。